# راجح السلفيتي
راجح أحمد غنيم شاهين (14 مارس 1921 في سلفيت - 27 مايو 1990 في القدس)، شاعر ومطرب شعبي فلسطيني.

## حياته
ولدَ في سلفيت بتاريخ 14 مارس 1921، وكانَ في أسرةٍ فقيرة من ثمانية أفراد، توفي والده وهو في الثانية عشرة من عمره ولم تلبث والدته حتى توفيت أيضًا، فأصبحَ المسؤول عن إعالة أسرته، حيث ترك المدرسة بعد أن أتم المرحلة الابتدائية.
على الرغم من صُغر سنه إلا أنهُ شارك في ثورة فلسطين 1936 وكان ضمن فَصيل فايز الزير، وفي عام 1945 سكن في قرية سلمة قرب يافا، وعندما اندلع القتال في الفترة بين 1947-1948 شارك في المعارك وأُصيب برصاصةٍ استقرت قرب رئته مما سبب له أمراضًا لازمته حتى وفاته.
في بداية الخمسينيات انضم راجح للحزب الشيوعي، حيثُ كرسَ جهده وفنه لخدمة القضية الفلسطينية، وقضى فترة شبابه بين 1948-1967 مُشردًا ومنفيًا في سوريا والعراق ولبنان وتشيكوسلوفاكيا، ثم عاد إلى فلسطين بعد حرب حزيران عام 1967. اعتقلته سلطات الاحتلال الإسرائيلي بين عامي 1973-1974، وفي عام 1976 انتخب راجح عضوًا في مجلس بلدي سلفيت.

## أوسمة
في عام 1989 منحته اللجنة الأردنية للتراث الشعبي الفلسطيني جائزة نوح للتراث الشعبي، كما منحته دائرة الثقافة في منظمة التحرير الفلسطينية بداية عام 1990 وسام القدس للثقافة والفنون والآداب.

## الوفاة
تُوفي راجح في 27 مايو 1990، حيثُ رقدَ قبل موته في مستشفى المقاصد في القدس.